# Passage Saint-Paul
Passage Saint-Paul je slepá ulice v Paříži v historické čtvrti Marais. Nachází se ve 4. obvodu. Její název odkazuje na bývalou čtvrť Saint-Paul.

## Poloha
Ulice vede od domu č. 43 na Rue Saint-Paul a končí u kostela svatého Pavla a Ludvíka u soukromého průchodu, který vede od Rue Charlemagne.

## Historie
Průchod je poprvé zmiňován na plánu města z roku 1652. Její názvy se v minulosti měnily – Avenue des Jésuites a Passage Saint-Louis.